# ノーカット星
ノーカット星（ノーカットほし、1965年9月14日 - ）は、日本の元お笑いタレント。本名、星 正憲。元たけし軍団所属。埼玉県鴻巣市出身。

## 概要
細身の身体に眼鏡がトレードマーク。埼玉栄高校卒業後、バンタンデザイン研究所にてファッションデザインを専攻し基礎科、本科修了後にビートたけしに弟子入りする。
高校時代は野球部に所属していたので軍団での野球でも活躍、1991年11月23日に阪神のファン感謝デーのイベントとして行われたたけし軍団対阪神の試合では最終回となる6回にタイムリーツーベースを放ち軍団の逆転勝ちに貢献した。ファッションセンスには筋の通ったものがありダンカンも評価していた。ノーカット星の命名だったが、命名者のたけしも軍団も名前の掌握が曖昧であったために、出演毎にアダルト星等と呼ばれたりした。本人もこれに関して余り意思表示もしない為ずっと名前が曖昧なままであった。また、一時期「グエン・カオペ」や「エノケソ」（“エノケン”のもじり）を名乗っていた。こてっちゃん馬場と同期で仲が良く、コンビを組もうとしていたが馬場が軍団を離脱してしまったので暫くは佐竹チョイナチョイナとコンビを組みオフィス北野ライブ等に出演していた。
風貌が大竹一樹に似ており、駆け出しのさまぁ〜ず（当時の芸名：バカルディ）がお笑いウルトラクイズに出演したとき、ゲームをこなしている大竹が「星！」と突っ込まれることがあった。
軍団では玉袋筋太郎・水道橋博士・芹澤名人・秋山見学者・佐竹チョイナチョイナ・こてっちゃん馬場・谷体調らと「ふんばるまんず」を組み『スーパージョッキー』で体を張って爆笑を誘った。
1995年には同じ軍団員で後輩の負古太郎と「タスマニアブラザーズ」というコンビを組んだ。
9年間の芸人生活を送った後、結婚を機に引退。ジュエリーの販売を経て現在は一般企業の警備員をしている。

## 出演番組
- スーパージョッキー（日本テレビ系列）
- ビートたけしのお笑いウルトラクイズ（日本テレビ系列）
- 北野ファンクラブ（フジテレビ）
- たけしの等々力ベース（BSフジ・第26回のみ）

ほか

## CM・広告
- 龍虎の拳（スーパーファミコン ケイ・アミューズメントリース 1993年 [2]）